# Krister Sørgård
Krister Sørgård (* 20. April 1970) ist ein ehemaliger norwegischer Skilangläufer.

## Werdegang
Sørgård, der für den Kirkenes & Omegn Skiklubb und den Kjelsås IL startete, lief im März 1991 in Lahti seine ersten Weltcuprennen, die er auf dem 22. Platz über 30 km Freistil und auf dem vierten Rang mit der Staffel beendete. In der Saison 1992/93 kam er fünfmal in die Punkteränge und errang damit den 26. Platz im Gesamtweltcup. Beim Saisonhöhepunkt, den Nordischen Skiweltmeisterschaften 1993 in Falun, belegte er den 12. Platz über 10 km klassisch und den zehnten Rang in der anschließenden Verfolgung. In der Saison 1995/96 errang er bei acht Weltcupstarts im Einzel, fünf Platzierungen in den Punkterängen. Dabei erreichte er in Oslo mit dem zweiten Platz über 50 km klassisch seine erste und einzige Podestplatzierung im Weltcupeinzel. Die Saison beendete er auf dem 27. Platz im Gesamtweltcup. In der folgenden Saison kam er mit sechs Ergebnissen in den Punkterängen, darunter zwei Top-Zehn-Ergebnisse auf den 21. Platz im Gesamtweltcup und auf den 15. Rang im Sprintweltcup. Dies waren zugleich seine besten Gesamtplatzierungen. Zudem wurde er im März 1997 in Falun Zweiter mit der Staffel. In der Saison 1997/98 belegte er den 22. Platz im Gesamtweltcup und den 19. Rang im Distanzweltcup. Seine beste Platzierung im Einzel war der siebte Platz über 10 km klassisch im Fleimstal. In seiner letzten aktiven Saison 2000/01 wurde er in Beitostølen Dritter mit der Staffel. Sein 68. und damit letztes Weltcuprennen im Einzel lief er im März 2001 in Oslo, das er auf dem 33. Platz über 50 km klassisch beendete. Bei norwegischen Meisterschaften siegte er im Jahr 1992 mit der Staffel von Kirkenes & Omegn Skiklubb und im Jahr 1998 über 15 km.

## Platzierungen im Weltcup

### Weltcup-Statistik
Die Tabelle zeigt die erreichten Platzierungen im Einzelnen.
- 1.–3. Platz: Anzahl der Podiumsplatzierungen
- Top 10: Anzahl der Platzierungen unter den ersten zehn
- Punkteränge: Anzahl der Platzierungen innerhalb der Punkteränge
- Starts: Anzahl gelaufener Rennen in der jeweiligen Disziplin
- Hinweis: Bei den Distanzrennen erfolgt die Einordnung gemäß FIS.

| Platzierung         | Distanzrennen a | Distanzrennen a | Distanzrennen a | Distanzrennen a | Distanzrennen a | Skiathlon Verfolgung | Sprint | Etappen- rennen b | Gesamt | Team c | Team c  |
| Platzierung         | ≤ 5 km          | ≤ 10 km         | ≤ 15 km         | ≤ 30 km         | > 30 km         | Skiathlon Verfolgung | Sprint | Etappen- rennen b | Gesamt | Sprint | Staffel |
| ------------------- | --------------- | --------------- | --------------- | --------------- | --------------- | -------------------- | ------ | ----------------- | ------ | ------ | ------- |
| 1. Platz            |                 |                 |                 |                 |                 |                      |        |                   |        |        |         |
| 2. Platz            |                 |                 |                 |                 | 1               |                      |        |                   | 1      |        | 1       |
| 3. Platz            |                 |                 |                 |                 |                 |                      |        |                   |        |        | 1       |
| Top 10              |                 | 1               | 2               | 2               | 2               | 2                    |        |                   | 9      |        | 9       |
| Punkteränge         |                 | 9               | 9               | 11              | 6               | 6                    | 1      |                   | 42     |        | 9       |
| Starts              |                 | 15              | 18              | 16              | 10              | 8                    | 1      |                   | 68     |        | 9       |
| Stand: Karriereende |                 |                 |                 |                 |                 |                      |        |                   |        |        |         |

### Weltcup-Gesamtplatzierungen
| Saison    | Gesamt | Gesamt | Mitteldistanz | Mitteldistanz | Langdistanz | Langdistanz | Sprint | Sprint |
| Saison    | Punkte | Platz  | Punkte        | Platz         | Punkte      | Platz       | Punkte | Platz  |
| --------- | ------ | ------ | ------------- | ------------- | ----------- | ----------- | ------ | ------ |
| 1992/93   | 107    | 26.    | -             | -             | -           | -           | -      | -      |
| 1993/94   | 50     | 40.    | -             | -             | -           | -           | -      | -      |
| 1994/95   | 24     | 55.    | -             | -             | -           | -           | -      | -      |
| 1995/96   | 123    | 27.    | -             | -             | -           | -           | -      | -      |
| 1996/97   | 131    | 21.    | -             | -             | 44          | 24.         | 87     | 15.    |
| 1997/98   | 129    | 22.    | -             | -             | 62          | 19.         | 67     | 25.    |
| 1998/99   | 25     | 56.    | -             | -             | 18          | 40.         | 7      | 93.    |
| 1999/2000 | 94     | 49.    | 62            | 39.           | 20          | 42.         | 12     | 60.    |
| 2000/01   | 61     | 60.    | -             | -             | -           | -           | -      | -      |